# La dea bianca (film)
La dea bianca (The White Goddess) è un cortometraggio muto del 1915 diretto da Kenean Buel e interpretato da Alice Joyce e Arthur Albertson. Il film, prodotto dalla Kalem Company, venne distribuito nelle sale l'8 marzo 1915 dalla General Film Company.

## Trama
Elsie Farning è studentessa in un'università negli Stati Uniti. Tutti credono che la ragazza sia indiana, anche se non si sa niente della sua vita: ogni anno un indù visita il college, lasciando il denaro per la retta universitaria e per le sue spese. Questo fatto induce tutti a pensare che i suoi genitori possano essere indiani.
In realtà, Elsie da piccola si era persa nel tempio di Larmar durante una visita con i suoi genitori, due inglesi. Il gran sacerdote del tempio l'aveva trovata ai piedi dell'altare e aveva pensato che la bambina fosse l'incarnazione della Dea Bianca, visto che si presentava a lui come narrato da una profezia. Rapita la piccola, gli indiani uccidono i suoi genitori, bruciati vivi.
Ora Elsie, che è stata mandata a studiare negli Stati Uniti, è diventata grande e si è innamorata di Elwin, un compagno di studi. Il gran sacerdote, che la controlla attraverso un cristallo magico, la vede un giorno tra le braccia del ragazzo. Preoccupato dalla cosa, invia un suo adepto, Khanda, per riportare la giovane in India. Elsie, prima di partire, sussurra a Elwin di non abbandonarla: il ragazzo le promette di seguirla. E, infatti, trova anche lui un passaggio sulla nave in partenza per l'India
Ma, all'arrivo in India, Khanda - che ha scoperto la presenza di Elwin a bordo - induce Elsie a mettersi degli abiti locali e, così vestita, la ragazza velata non viene riconosciuta dal fidanzato quando scende dalla nave. Subito dopo, Elwin è aggredito da alcuni inviati di Khanda che lo gettano in acqua, credendolo morto.
Al tempio, Khanda dice a Elsie che Elwin l'ha abbandonata e dichiara di amarla. La ragazza si salva dal suo abbraccio per l'arrivo di Hassa Dal, il gran sacerdote. Questi rivela finalmente a Elsie la sua storia. Sconvolta, la ragazza cerca di fuggire, ma i suoi tentativi vengono frustrati ed è costretta ad assistere alle cerimonie del tempio. Hassa Dal impone che nessuno guardi la Dea Bianca, pena l'accecamento. Ma Khanda non riesce a resistere: scoperto, viene accecato e gettato in strada. Cieco e misero, l'uomo - per sopravvivere - è ridotto a mendicare.
Elwin non è morto ma è stato salvato da alcuni pescatori. Alla ricerca della fidanzata, si imbatte in Khanda. L'uomo, per vendicarsi, rivela al ragazzo il luogo dove viene tenuta prigioniera Elsie. Gli indù chiedono alla Dea Bianca di soddisfare le loro richieste, ma Elsie è incapace di rispondere ai bisogni del popolo. La gente, delusa e infuriata, scatena una rivolta. Il gran sacerdote si nasconde dietro una colonna ma non sfugge a Khanda, brancolante nel buio, mentre Elsie viene presa e sta per essere bruciata viva. Solo l'intervento tempestivo di Elwin, che irrompe nel tempio sparando, la salva da morte certa. Finalmente sulla nave che li porta via verso casa, i due giovani possono coronare il loro sogno e sposarsi.

## Produzione
Il film fu prodotto dalla Kalem Company.

## Distribuzione
Negli Stati Uniti, il film - un cortometraggio in tre bobine - venne distribuito nelle sale l'8 marzo 1915 dalla General Film Company. Una copia incompleta in due rulli è conservata al Museum of Modern Art di New York. In Italia venne distribuito dalla Ferretti nel 1916.

## Censura
Per la versione da distribuire in Italia, la censura italiana apportò le seguenti modifiche:
- Eliminazione della scena del rogo dopo che i pagani s'impossessano delle due vittime, così che non appaia affatto né si comprenda dal pubblico che le vittime stesse sono arse.
- Eliminazione della scena dell'accecamento di Kanda nel momento in cui questi si inginocchia dinanzi l'altare.
- Eliminazione della scena in cui si vede il gorgoglìo dell'acqua, prodotto dal capo-sacerdote mentre affoga.[1]